# Гермаківська бучина
Гермакі́вська бучи́на — ботанічна пам'ятка природи місцевого значення в Україні. Розташована на північний захід від села Гермаківка Іване-Пустенської сільської громади Чортківського району Тернопільської області, у кв. 2, вид. 2 Гермаківського лісництва Чортківського держлісгоспу, в межах лісового урочища «Дача Романського». 
Площа — 1,1 га. Оголошена об'єктом природно-заповідного фонду рішенням виконкому Тернопільської обласної ради від 5 листопада 1981 року № 589. Перебуває у віданні державного лісогосподарського об'єднання «Тернопільліс». 
Під охороною — буково-дубові насадження 1-го бонітету віком 100 років.